# SSV Lokomotive Bernau
El SSV Lokomotive Bernau es un equipo de baloncesto alemán con sede en la ciudad de Bernau bei Berlin, que compite en la ProB, la tercera división de su país. Disputa sus partidos en el Erich-Wünsch-Halle, con capacidad para 960 espectadores.

## Historia
A finales de la década de los años 50, el club polideportivo BSG Empor Bernau contaba con secciones de atletismo y balonmano. El director deportivo de la institución, Erich Wünsch, quiso añadir el baloncesto como medio de ejercitarse también en los meses de invierno. El BSG Empor se disolvió, pero el recién formado equipo de baloncesto pasó a formar parte del TSG Bernau, bajo cuyo nombre compitieron por primera vez en febrero de 1958. Poco más tarde, adquirió su actual denominación, la de SSV Lokomotive Bernau.
El equipo siempre participó en competiciones regionales, hasta que en la temporada 2009-10 logrron por primera vez el ascenso a la ProB, el tercer nivel del baloncesto alemán, aunque descendieron dos temporadas después. En la temporada 2015-16 se proclamaron campeones de la Regionalliga, regresando a la categoría nacional.

## Trayectoria
| Temporada | Nivel | Liga         | Pos. | Resultado        |
| --------- | ----- | ------------ | ---- | ---------------- |
| 2006-07   | 4     | Regionalliga | 5.º  |                  |
| 2007-08   | 4     | Regionalliga | 3.º  |                  |
| 2008-09   | 4     | Regionalliga | 5.º  |                  |
| 2009-10   | 4     | Regionalliga | 2.º  | Asciende         |
| 2010-11   | 3     | ProB         | 12.º |                  |
| 2011-12   | 3     | ProB         | 13.º | Desciende        |
| 2012-13   | 4     | Regionalliga | 6.º  |                  |
| 2013-14   | 4     | Regionalliga | 3.º  |                  |
| 2014–15   | 4     | Regionalliga | 2.º  |                  |
| 2015–16   | 4     | Regionalliga | 1.º  | Asciende         |
| 2016–17   | 3     | ProB         | 1.º  | Cuartos de final |
| 2017-18   | 3     | ProB         | 5.º  | Octavos de final |